# 17K-AM
17K-AM fue el nombre de un vehículo de lanzamiento orbital ruso de dos etapas proyectado en 1993 y propuesto por las fuerzas aéreas rusas, a construir por Chelomei. No pasó de la fase de estudio. El vehículo estaba compuesto por una etapa de lanzamiento horizontal sobre la que iría montada la nave que finalmente alcanzaría la órbita.